# Gorin (Dourtenga)
Pour les articles homonymes, voir Gorin.
Gorin est une commune située dans le département de Dourtenga de la province de Koulpélogo dans la région du Centre-Est au Burkina Faso.